# Kerala Congress (Joseph)
Kerala Congress (Joseph), KC(J), är den KC-falang som innehar det officiella partinamnet, och brukar därför ofta endast hänvisas till som Kerala Congress, politiskt parti i den indiska delstaten Kerala, Indien.